# Michel Conseil
Michel Conseil (né le 19 mars 1716 à Megève et mort à Chambéry le 27 septembre 1793) est un ecclésiastique qui fut évêque de Chambéry 1780 à 1793.

## Biographie
Michel Conseil naît le 19 mars 1716, au chalet de la Vieille, à Megève, dans le duché de Savoie,. Il est le fils de François Conseil, notaire, et de son épouse Anne-Marie Muffat de Saint-Amour.
Par sa bulle pontificale du 8 juillet 1775, Pie VI détache le décanat de Savoie du diocèse de Grenoble. Par une autre bulle du 18 août 1779, publiée au mois de décembre, le Pape érige un nouvel évêché à Chambéry. À la suite de ces décisions, le roi Victor-Amédée III de Sardaigne, nomme en 1780 Michel Conseil, un roturier, comme premier évêque de Chambéry. Ordonné prêtre en 1740, il a été successivement chanoine, official et enfin vicaire général du diocèse d'Annecy-Genève. Il reçoit sa confirmation pontificale le 20 mars et est consacré le 30 avril suivant par le cardinal Vittorio Maria Baldassare Gaetano Costa d'Arignano, archevêque de Turin avec comme co-consécrateurs Giacinto Amedeo Vagnone et Charles-Joseph Compans de Brichanteau et prend possession de son diocèse le 24 juin. 
Michel Conseil, qui porte les titres purement honorifiques de doyen de la « Saint-Chapelle de Savoie » et d'« abbé d'Hautecombe », installe son évêché dans le couvent des Cordeliers, transféré dans celui des jésuites, dont il fait son palais épiscopal et sa cathédrale. Il commence à organiser son diocèse et visite ses paroisses.
En septembre 1792, la Savoie est occupée puis annexée par les troupes révolutionnaires françaises. Michel Conseil refuse le serment conforme à la Constitution civile du clergé que l'on veut lui imposer. Il est déclaré déchu et le 17 février 1793, François-Thérèse Panisset, curé de Saint-Pierre-d'Albigny, est élu évêque constitutionnel du nouveau département du Mont-Blanc crée le 27 novembre 1792. Michel Conseil à qui les révolutionnaires avaient permis de continuer à résider dans son palais épiscopal, meurt le 27 septembre suivant.